# Станіславенко Людмила Анатоліївна
Людмила Анатоліївна Станіславенко (нар. 5 червня 1976, м. Вінниця) — українська громадська та політична діячка, благодійник, волонтер. Депутат Вінницької обласної ради 7-го і 8-го скликань. Ініціатор низки благодійних заходів та ініціатор Дня української хустки. Голова Вищої ради "Клубу успішних жінок".

## Біографічні відомості
Народилася 5 червня 1976 у Вінниці в родині робітників. Дитинство провела у Вінниці та у с. Хоменки Шаргородського району.
Закінчила Вінницьке базове медичне училище імені академіка Д.К. Заболотного, де отримала кваліфікацію медичної сестри. Працювала медсестрою Вінницького обласного онкологічного диспансеру. Пізніше навчалася Київському національному торговельно-економічному університеті за спціальністю економіст-фінансист та у Вінницькому обласному інституті післядипломної освіти на факультеті практичної психології. Також закінчила Національну академію державного управління при Президентові України, де отримала ступінь магістра публічного управління та адміністрування.
Обиралася депутатом Вінницької обласної ради 7-го та 8-го скликань.
Серед започаткованих проєктів — програма розвитку туризму на Вінниччині, проєкт «Жінка Вінниччини». Також ініціювала низку заходів для маломобільних груп населення, для постраждалих від домашнього насильства, для боротьби з наркозалежністю та інших осіб, що потребують допомоги.
У 2019 році ініціювала флешмоб на честь Дня української хустки та запропонувала відзначати це свято на державному рівні.
Відзначена у номінації  «Регіональний лідер року» обласного конкурсу інтелектуальної та професійної еліти «Людина року - 2020».